# Banda desenhada da Disney
Banda desenhada Disney refere-se às bandas desenhadas protagonizadas por personagens da Walt Disney Company.
A primeira banda desenhada Disney era protagonizada pelo Mickey e foi publicada nos jornais no formato de tiras cómicas diárias em 1930, sendo distribuída pela King Features. no ano seguinte, a David McKay lançou a primeira revista de banda desenhada do Mickey.
Nas últimas décadas, a banda desenhada Disney teve um declínio de popularidade no seu país de origem. Em muitos outros países, a banda desenhada Disney tem tido bastante sucesso, especialmente na Europa e no Brasil.

## Nos EUA

### Tiras
As primeiras bandas desenhadas Disney foram publicadas nos jornais no formato de tiras diárias, produzidas pelo departamento de tiras do estúdio Disney e distribuídas pela King Features. A primeira tira diária do Rato Mickey começou a ser publicada a 13 de janeiro de 1930 . Lost on a Desert Island teve argumento do próprio Walt Disney, sendo as primeiras 24 tiras desenhadas por Ub Iwerks e as restantes 43 por Win Smith, que tinha realizado a arte-final das primeiras tiras. Em língua portuguesa, esta história foi publicada com diferentes títulos: Mickey Contra os Canibais, Mickey na Ilha Misteriosa e Mickey Contra os Piratas. Nesta primeira banda desenhada, o Mickey surge como um jovem rato otimista e ansioso por viver aventuras.
A partir de 5 de maio de 1930, Floyd Gottfredson fica responsável pelo desenho da tira diária e poucos dias depois também pelo argumento ou supervisão do mesmo. Gottfredson produziu a tira até 1975.
A primeira tira dominical Disney, novamente do Mickey, surgiu em 10 de janeiro de 1932, sendo da autoria de Earl Duvall . No entanto, Gottfredson seria responsável pelas seguintes.
A tira dominical do Mickey apresentava um topper, uma tira secundária que a acompanhava. Tratava-se de Silly Symphony.  A primeira banda desenhada intitula-se Bucky Makes His Name e é a primeira aparição do personagem Bichinho Bucky (Bucky Bug, no original), o primeiro personagem Disney a surgir na banda desenhada . Para além das histórias do Bichinho Bucky, a tira Silly Symphony adaptou para a banda desenhada as animações da série Silly Symphonies, tendo ainda sido dedicada a histórias com o Pluto, Pequeno Havita e adaptações de Branca de Neve e Pinóquio. A partir dos finais de 1935, a tira deixou de ser necessariamente uma tira acompanhante da tira dominical do Mickey, sendo autónoma e ocupando meia-página.
O Pato Donald fez a sua primeira aparição na banda desenhada na tira Silly Symphony na adaptação da curta-metragem animada da Disney de 1934 The Wise Little Hen, a qual foi publicada entre 16 de setembro e 16 de dezembro de 1934 . Em língua portuguesa, essa BD tem o título A Galinha Sábia. Com o crescimento da popularidade do Donald, ele tornou-se o protagonista da tira Silly Symphony, entre agosto de 1936 e dezembro de 1937, passando a ter a sua tira diária a partir de 7 de fevereiro de 1938 . A tira dominical do Donald iniciou-se em 10 de dezembro de 1939.

Entre 1943 e 1944, Paul Murry ilustra as tiras dominicais de personagens criados para os filmes Saludos Amigos e The Three Caballeros: Zé Carioca e Panchito, ainda em 1944, passa a ilustrar as tiras do Mickey, roteirizadas por Bill Walsh.

### Revistas de banda desenhada

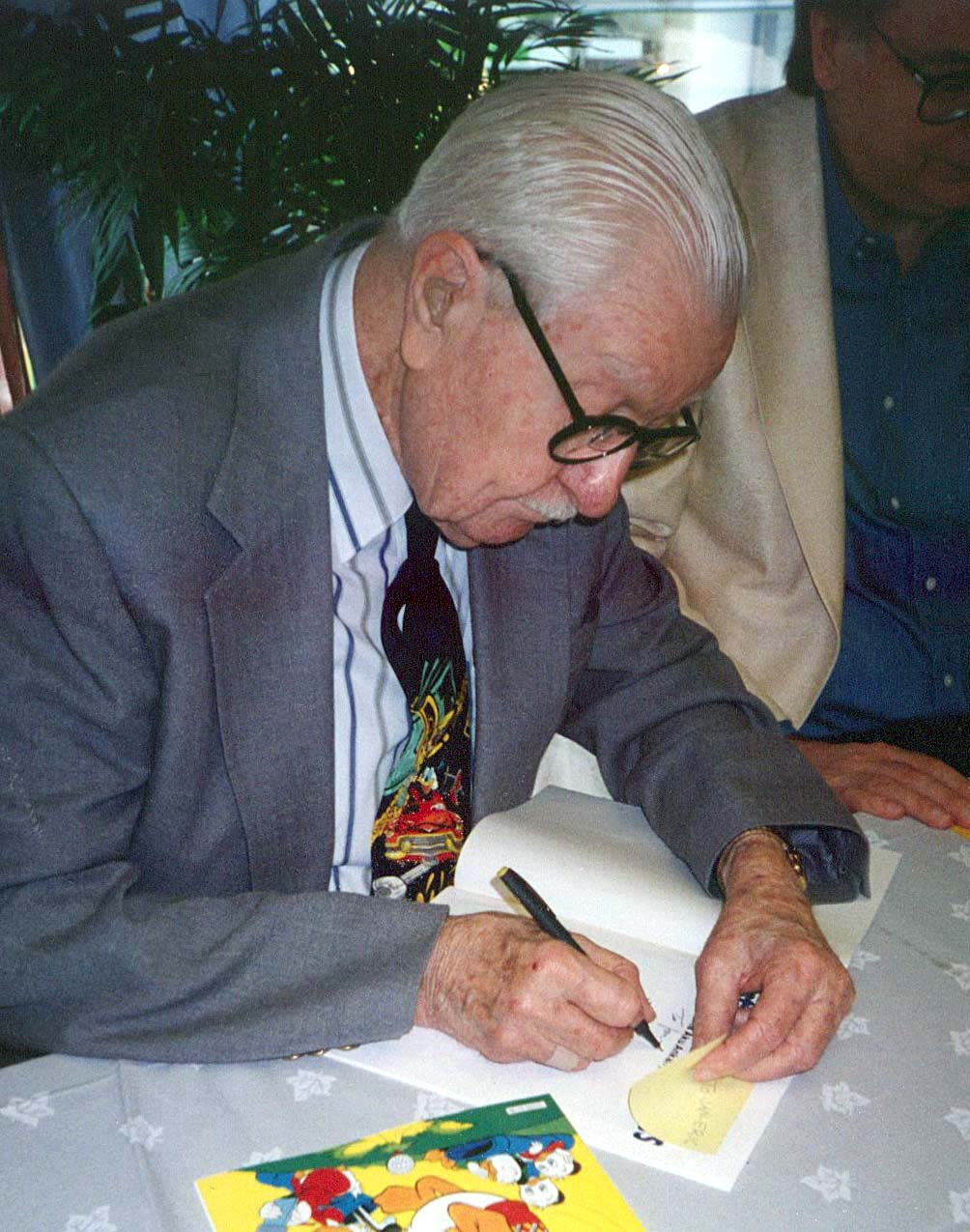
Carl Barks produziu a primeira história de banda desenhada Disney para uma revista.

Em 1931, a editora David McKay lançou a primeira revista de banda desenhada Disney, trazendo reimpressões das tiras cómicas dos jornais, em 1940, a Dell Comics, em parceria com a Western Publishing, lança a revista Walt Disney's Comics and Stories,, em 1942, publica Donald Duck finds Pirate Gold, primeira história de banda desenhada Disney criada exclusivamente para uma revista (comic book) na nona edição da revista Four Color, a história foi ilustrada por Jack Hannah e Carl Barks, ambos os oriundos dos estúdios de animação da Disney, logo em seguida, Barks também passaria a roteirizar as histórias, criando os personagens Tio Patinhas, Gastão, Professor Pardal, Irmãos Metralha, Maga Patalójika, entre outros.
Em 1946, Paul Murry passa a ilustrar histórias do Coelho Quincas publicadas na revista Four Color. 
Em 1962, a Western desfaz a parceria com a Dell e cria o selo Gold Key Comics, que assume as publicações da Disney e outras franquias licenciadas,  entre 1962 e 1990, várias histórias foram produzidas para serem comercializadas no mercado externo.

## Itália
As tiras de Mickey Mouse começaram a ser publicadas no país em 30 de março de 1930 no jornal Illustrazione del Popolo, em 1931, Guglielmo Guastaveglia cria as primeiras histórias italianas para o Il Popolo di Roma, nela, o rato contracena com Mio Miao, nome dado ao Gato Felix de Pat Sullivan, em 1932, a editora Nerbini lança a revista Topolino (nome pelo qual Mickey é conhecido na Itália) em formato tabloide, em 1935, a revista é assumida pela Mondadori, que publica histórias de Antonio Rubino e Federico Pedrocchi.
Em abril de 1949, surge uma nova versão da revista em formatinho.

## No Brasil
As tiras de Mickey, produzidas por Walt Disney e Ub Iwerks estrearam no Brasil em 1930 na revista O Tico-Tico, o artista J. Carlos foi o primeiro artista do país a ilustrar o personagem em capas e em peças publicitarias. Em 1934, os personagens Disney passaram a ser publicados no Suplemento Juvenil do jornalista Adolfo Aizen, logo em seguida, foram publicados nas revistas O Lobinho, Mirim, O Guri, Gibi e O Globo Juvenil.
Em 1946, é lançada a revista Seleções Coloridas da EBAL (Editora Brasil-América Ltda.), editora fundada por Adolfo Aizen, as 13 das 17 edições publicadas trouxeram histórias de banda desenhada Disney produzidas por Carl Barks e pelo argentino Luís Destuet, a revista foi publicada em parceria com a Editorial Abril da argentina, fundada pelo italo-americano César Civita, em 1950, o irmão de Cesar, Victor Civita lança no Brasil a revista O Pato Donald, a editora de Victor também chamou Abril. O argentino Luís Destuet produziu capas e histórias para a Editora Abril, em dezembro de 1959, a editora publica a primeira história ilustrada por um brasileiro: "Papai Noel por acaso", desenhada por Jorge Kato.
Em 1961, Zé Carioca ganha uma revista própria com a numeração iniciando no 479, a revista dividia a numeração com O Pato Donald, enquanto o papagaio ficava com os números ímpares, o pato ficava com os pares. A partir de 1989, as revistas são publicadas pela divisão Abril Jovem. Em maio de 2018, a editora suspende coleções de luxo de Carl Barks, Don Rosa e Floyd Gottfredson em julho do mesmo ano, a editora deixa de publicar banda desenhada da Disney após 68 anos. em dezembro do mesmo, foi divulgado que a editora gaúcha Culturama irá assumir os títulos Disney em março de 2019 com cinco revistas Mickey, Pato Donald, Tio Patinhas, Pateta e Aventuras Disney. Em setembro de 2019, a Panini Comics assume a publicação das coleções de luxo: Os anos de ouro de Mickey, Biblioteca Don Rosa e Tio Patinhas por Carl Barks. Em 2020, a editora inicia a produção de histórias do Zé Carioca, trazendo os desenhistas Carlos Edgard Herrero, Moacir Rodrigues Soares e Luiz Podavin; o roteirista Arthur Faria Júnior; a colorista Cris Alencar; e o roteirista, desenhista e arte-finalista Fernando Ventura, a primeira história foi publicada na edição 18 da revista Aventuras Disney (setembro de 2020).

## Em Portugal

### Produção
Em Portugal, a editora Edimpresa foi responsável pela publicação da única banda desenhada Disney portuguesa produzida. A BD O Roubo da Taça Euro tem argumento de Paulo Ferreira, o então diretor das edições Disney da editora, sendo os desenhos realizados pelo estúdio barcelonês Comicup Studio . Foi publicada na revista portuguesa Edição Especial Euro 2004.

### Publicação
O Primeiro de Janeiro
O jornal portuense O Primeiro de Janeiro publicou banda desenhada Disney desde os anos 30 do século XX e na revista infantil ilustrada Mickey.
Abril / Abril Morumbi / Abril Jovem
Em 1980, a editora brasileira Abril, com a designação de Editora Morumbi, começou a editar em Portugal algumas das suas revistas Disney que anteriormente exportava para Portugal. A primeira foi a revista mensal Mickey, à qual se seguiu a mensal Almanaque do Patinhas e as quinzenais Pato Donald e Pateta.
Ao longo da sua atividade em Portugal foi alterando a sua designação para Editora Abril Morumbi, Abril Jovem ou simplesmente Abril, até se fundir na Abril/Controljornal, uma empresa no qual o capital era repartido em três partes iguais pela portuguesa Impresa Publishing, pelo brasileiro Grupo Abril e pela suiça Edipresse, com cada empresa a deter 33,33% do capital da companhia .
Abril/Controljornal
Esta editora deu continuidade ao trabalho iniciado pela Abril, quanto à publicação de BD Disney.
Agência Portuguesa de Revistas
Editou a revista Rato Mickey no anos 50 do século XX.
Difusão Verbo
Editou alguns álbuns em capa dura nos anos 80 do século XX, nomeadamente as séries As Grandes Aventuras e As Melhores Histórias do Tio Patinhas.
Edimpresa
Em 2002, com a saída da Abril Jovem Investments, do grupo brasileiro Abril, do capital da Abril/Controljornal, surge a Edimpresa, editora controlada pela portuguesa Impresa e a suiça Edipresse .
A banda desenhada Disney foi cancelada em 2006, não existindo publicações interiamente dedicadas à banda desenhada Disney em Portugal até 2013.
Edinter
Editou alguns álbuns em capa dura nos anos 80 do século XX, nomeadamente as séries As Mais Belas Histórias, Mickey Através dos Séculos e Donald Através dos Séculos.
Goody
A editora Goody publica diversas revistas de banda desenhada Disney de origem italiana desde 2012.
Os títulos atuais são a revista quinzenal Disney Comix (de periodicidade semanal nos primeiros anos) e as revistas mensais Hiper Disney e Disney Especial. Publica ainda as revistas infantojuvenis com banda desenhada Carros, Disney Princesas, Frozen e Jake e os Piratas na Terra do Nunca.
Editou ainda as revistas especiais de banda desenhada Hiper Disney Especial, Disney Comix Record, Disney Violetta e Goooolo Brasil 2014.
Em 2014, foram cancelada as revista Real Life e Disney Violetta (baseada em uma série de televisão de mesmo nome), no ano seguinte, foi cancelada a revista Minnie & Amigos, em 2017, restaram apenas os títulos Mickey, Tio Patinhas e Donald, que foram suspensas em novembro do mesmo ano. Em junho de 2018, a editora retorna a publicação de Disney no país.

### Outras edições
Nos anos 60 e 70 do século XX foram publicadas tiras de BD Disney na revista Crónica Feminina da editora Aguiar & Dias.
Nos anos 80 foram publicadas tiras de BD Disney no corpo do jornal Correio da Manhã e bandas desenhadas no seu suplemento.
Nos anos 80, foram publicadas bandas desenhadas Disney na revista TV Guia.
Nos anos 80, a Porto Editora publicou a série de álbuns de BD Disney A BD dos 3-7 Anos.
Nos anos 80, a editora Meribérica dedicou alguns dos álbuns da coleção Dargaud 16/22 à banda desenhada Disney, nomeadamente volumes dedicados às personagens Superpateta, Lobo Mau e Mickey.
Nos anos 90, foram publicadas bandas desenhadas Disney no suplemento BD Expresso do semanário Expresso, editado pela Publimedia.
Nos anos 90, a editora RBA editou a série Disney em Banda Desenhada.
Em 2004, a coleção da Panini Os Clássicos da Banda Desenhada teve 4 volumes dedicados respetivamente ao Mickey, Donald, Tio Patinhas e Pateta. Esta editora encontra-se a publicar a revista infantojuvenil Club Penguin, a qual conteém alguma banda desenhada Disney.
Entre 2013 e 2014, a editora Zero a Oito publicou a revista infantojuvenil Phineas & Ferb, a qual continua alguma banda desenhada Disney. Publicou também a revista Disney Junior, bem como um número especial dedicado a Aviões e outro a Frozen.